# Nintendo DS Lite
O Nintendo DS Lite (iQue DS Lite na China) é um console de videojogos portátil de duas telas desenvolvido e produzido pela empresa japonesa Nintendo. É uma versão menor e mais leve do Nintendo DS.
Foi anunciado em 26 de janeiro de 2006, mais de um mês antes de seu primeiro lançamento territorial no Japão em 2 de março de 2006. Foi lançado no Japão, Austrália, América do Norte, Europa, Nova Zelândia, e América Latina.

## Mudanças

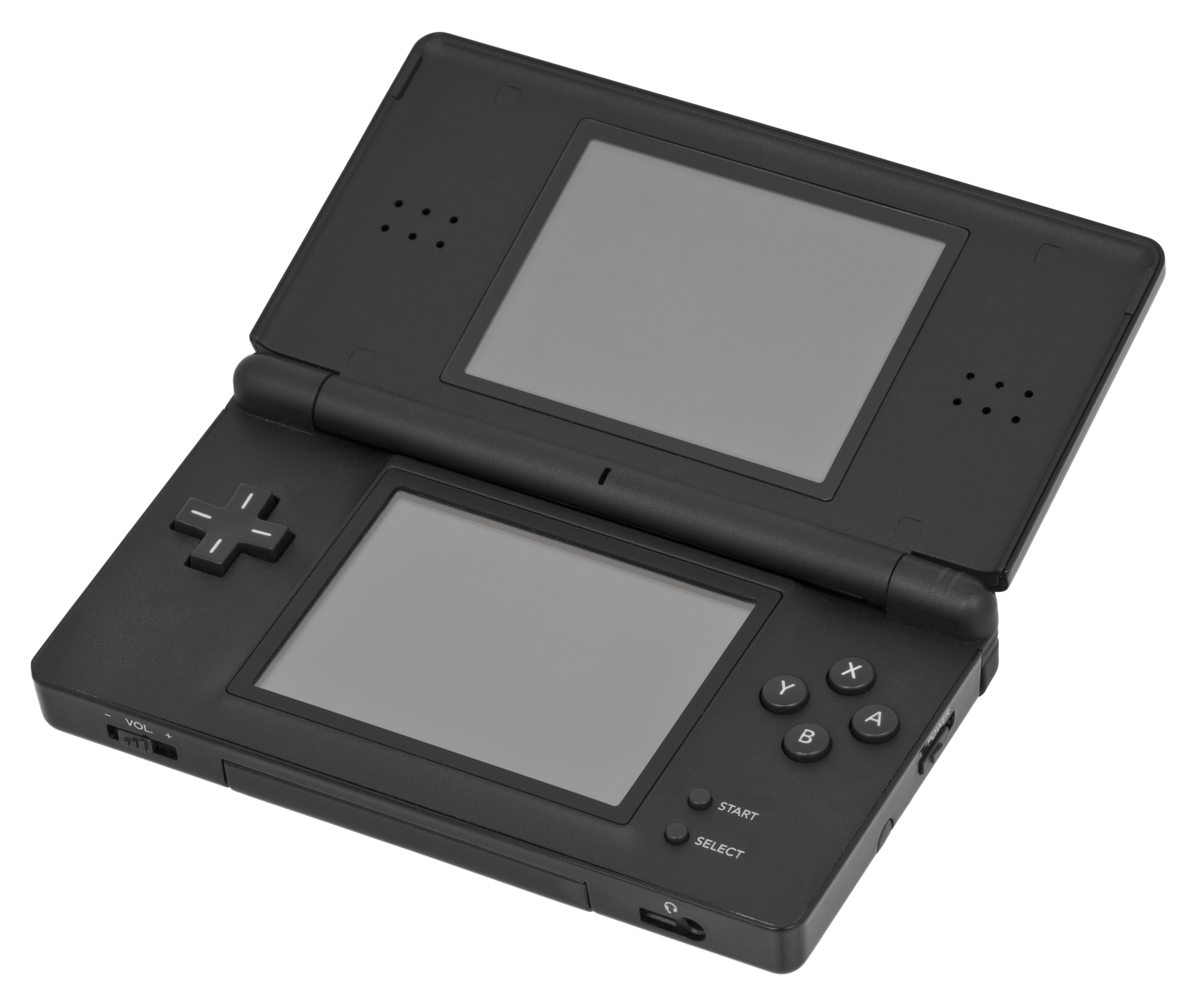
DS Lite na cor preta.

- A iluminação das telas foi aprimorada, de modo que há três níveis de intensidade em vez da única possibilidade do modelo original;
- As dimensões foram diminuidas em cerca de 42%;
- Os botões "Start" e "Select" dimiuiram e é mais para baixo dos botões A, B, X e Y;
- O botão Power foi movido de cima do direcional para a lateral direita, de forma a dificultar desligamentos acidentais. Deve ser empurrado para cima para ligar ou desligar o console;
- A stylus foi aumentada e está num local mais acessível ao longo do jogo, passando de trás da tela inferior para o lado direito abaixo do botão Power;
- O microfone foi colocado ao centro, entre as duas telas;
- Os leds indicadores de energia e carregamento foram para a direita do microfone;
- O direcional foi diminuído em cerca de 16%, mas os botões A, B, X e Y mantiveram o mesmo tamanho;
- A duração da bateria foi aumentada, além de o carregador ter mudado;
- Cartuchos de Game Boy Advance ficam com cerca de 1 cm para fora por conta das diminuições de tamanho do portátil. Um cartucho para proteção da entrada é incluído com o produto;
- Existem em várias cores (branco, preto, rosa, cinza, azul, ciano, vermelho, lima, dourado, vermelho com preto e azul com preto).
- Algumas edições especiais do DS Lite com jogos foram lançadas.

## Comparação
O quadro a seguir mostra diferenças de tamanho e preço entre o Nintendo DS Lite, o modelo anterior e o modelo posterior, o Nintendo DSi.
|             | Nintendo DS | Nintendo DS Lite | Nintendo DSi | Nintendo DSi XL |
| Comprimento | 148,7 mm    | 133 mm           | 137 mm       | 161 mm          |
| Espessura   | 28,9 mm     | 21,5 mm          | 19 mm        | 21,2 mm         |
| Largura     | 84,7 mm     | 73,9 mm          | 75 mm        | 91,4 mm         |
| Peso        | 275 g       | 218 g            | 214 g        | 314 g           |
| Preço       | N/D*        | €129,00          | €169,90      | €179,90         |

*O Nintendo DS original foi retirado do mercado.

## Galeria
- DS Lite aberto e ligado
- Botões de face do DS Lite
- Local de encaixe da caneta stylus
- DS Lite fechado
- DS Lite fechado de frente